# Kolegiata św. Pawła Apostoła w Kaliszu

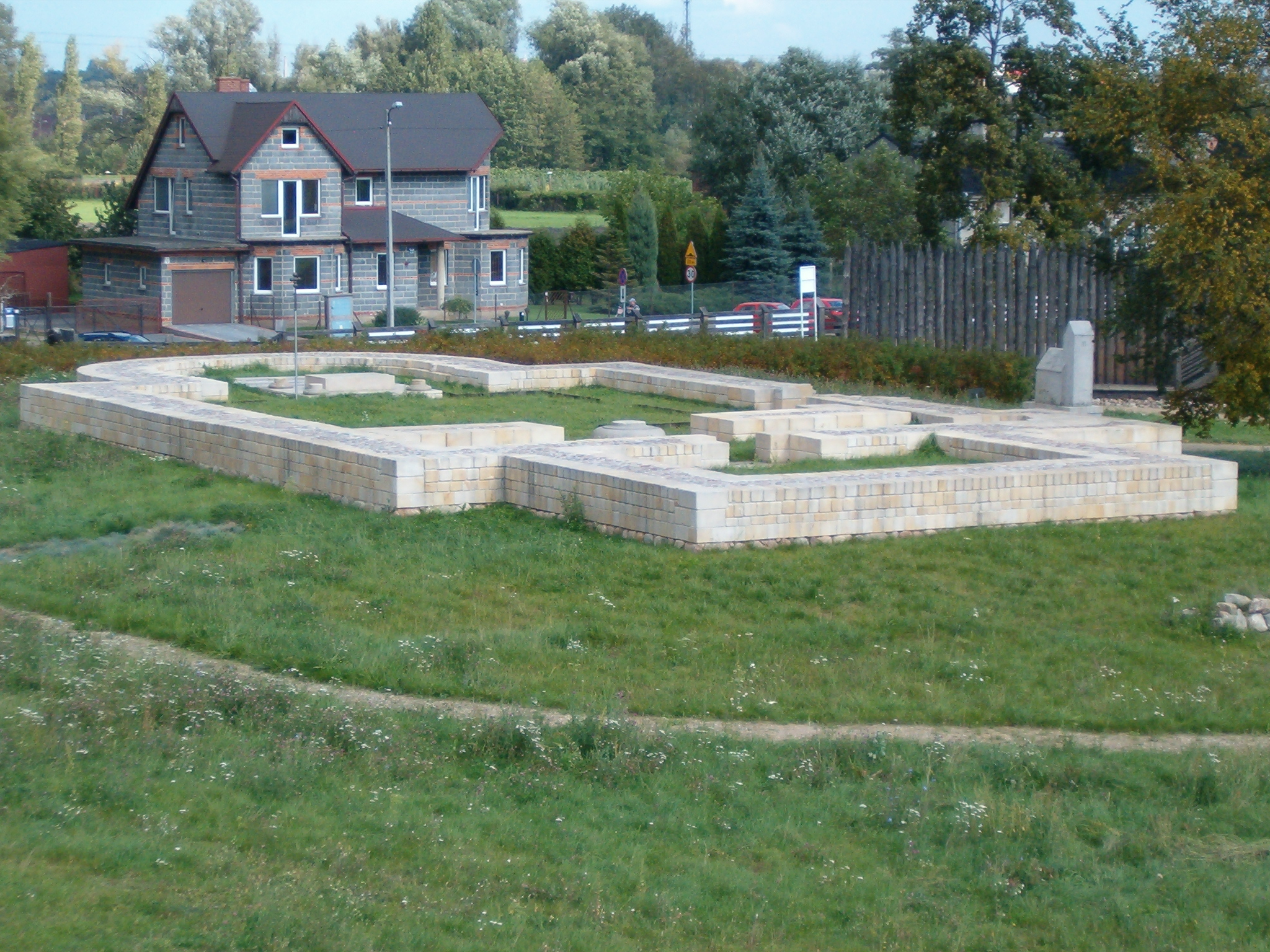
Zrekonstruowane przyziemie kolegiaty św. Pawła Apostoła

Kolegiata św. Pawła Apostoła w Kaliszu – kolegiata w Kaliszu, na Zawodziu, romańska, wzniesiona po 1145 z fundacji Mieszka III Starego, spalona w 1233, odbudowana; zniszczona w 1331 w czasie najazdu krzyżackiego, popadła w ruinę; miejsce pochówku książąt polskich.
Pozostałości kolegiaty odnalazł w 1903 Włodzimierz Demetrykiewicz, odsłonił w 1958 Krzysztof Dąbrowski, w 1964 wpisano je do rejestru zabytków, w 2007 zrekonstruowano przyziemie.
W kolegiacie św. Pawła Apostoła zostali pochowani:
- Mieszko Młodszy
- Bolesław Mieszkowic (prawdopodobnie)
- Mieszko III Stary

## Historia
Kolegiata została wzniesiona po 1145 w miejscu wcześniejszego jednonawowego kościoła drewnianego, częściowo posadowiona na fundamentach wcześniejszej kamiennej budowli przedromańskiej, wzniesionej w technice płytkowej przed I poł. XI w., która prawdopodobnie była katedrą dawnej diecezji kaliskiej, wzmiankowanej w Dialogu o życiu św. Ottona biskupa bamberskiego, erygowanej w 1075 przez Grzegorza VII, zniesionej w 1124 i włączonej do archidiecezji gnieźnieńskiej.
W czasie wykopalisk archeologicznych prowadzonych w latach 1983–1992, wewnątrz ławy fundamentowej kolegiaty romańskiej odsłonięto fundamenty jeszcze wcześniejszego kościoła drewnianego, o konstrukcji wieńcowej, datowanego na przełom X i XI w. Kościół ten, nazwany kościołem św. Wojciecha, był jednym z dwóch (obok najwcześniejszej fazy kościoła św. Wojciecha w Krakowie) najstarszych kościołów drewnianych na ziemiach polskich.
W kolegiacie zostali pochowani w 1202 zwierzchni książę Polski Mieszko III Stary oraz jego zmarły 9 lat wcześniej syn Mieszko Młodszy. Nagrobki obu władców odnaleziono podczas badań archeologicznych prowadzonych w latach 1958–1963. W kolegiacie konsekrowano biskupów wrocławskich i płockich.
Kościół zburzono zapewne podczas najazdu księcia śląskiego Henryka Brodatego w 1233. W następnych stuleciach odzyskiwano z niego materiał budowlany. W czasie przeprowadzonych w latach 1958–1963 wykopalisk pod kierownictwem dra Krzysztofa Dąbrowskiego odkryto nagrobki książąt oraz drewniany pozłacany krzyż procesyjny. Jednonawowa kolegiata posiadała wieżę, emporę, nawę i prezbiterium z absydą, w oknach wprawione były witraże. W 2008 otwarto rezerwat archeologiczny Kalisz-Zawodzie (Kaliski Gród Piastów), na którego terenie znajdują się pozostałości kolegiaty. Wcześniej zrekonstruowano przyziemie świątyni (w skali 1:1).
25 stycznia 2007 w miejscu książęcej krypty grobowej zebrano ziemię i złożono w urnach w kościele św. Wojciecha w Kaliszu i opactwie cystersów w Lądzie.